# Blackgum
Blackgum – jednostka osadnicza w Stanach Zjednoczonych, w stanie Oklahoma, w hrabstwie Sequoyah.